# ¿Sabés nadar?
¿Sabés nadar?  es una película argentina dramática de 2002 escrita y dirigida por Diego Kaplan, y basada en una idea de Juan Cruz Bordeu. Es protagonizada por Leticia Brédice, Juan Cruz Bordeu, Antonio Birabent y Patricia Echegoyen. Se estrenó el 31 de octubre de 2002. La película se exhibió en el Buenos Aires Festival Internacional de Cine Independiente en abril de 1999, donde fue nominada a Mejor Película.

## Sinopsis
Un director de cine que acaba de tener una ruptura amorosa viaja a Mar del Plata y se enamora de una profesora de natación.

## Reparto
Participaron del filme los siguientes intérpretes:
- Leticia Brédice…Dolores
- Juan Cruz Bordeu...Facundo
- Antonio Birabent
- Iván González Sainz
- Patricia Echegoyen...Su
- Mariana Briski...Lila
- Rita Cortese...Mamá de Dolores
- Damián Dreizik...Marcos
- Sergio Boris...Pepe
- Gabriel Lobianco
- Rolo Puente...Eduardo
- Aldana Miró…Mariana
- Graciela Borges...Mamá de Facundo
- Eugenia Capizzano
- Pablo Ini
- Lucila Fried
- Maria Jazmín Rodríguez

## Comentarios
P.O.S. dijo en Clarín:

”…con poca plata pero ciertamente más ideas, redondea una película que, anterior a sus logros televisivos, permiten vislumbrar un promisorio futuro”.

Por su parte Diego Lerer opinó en el mismo medio de prensa que era:

"Una película tentativa, de acercamiento, que husmea y refleja, que toca y se va. Acaso su mayor pecado sea el de tener cierta crueldad con algunos personajes, pero siempre encuentra el resquicio para devolverles la dignidad aunque sea con un plano largo sobre sus confundidos rostros"